# سيب ستان
سيب ستان هي قرية في مقاطعة ساوجبلاغ، إيران. عدد سكان هذه القرية هو 179 في سنة 2006.